# Cerro Torre
Cerro Torre je hora ležící na území Národního parku Los Glaciares a Národního parku Bernardo O'higgins v Patagonii v blízkosti vsi El Chaltén v Argentině. Hora leží v sektoru, který je vymezen na hranici mezi Argentinou a Chile dle dohody z roku 1998. Vrchol je nejvyšším ze skupiny čtyř vrcholů: Cerro Torre, Torre Egger, Punta Herron, a  Cerro Standhart.
Vrchol v podobě obří skalní jehly je považován za nejobtížnější alpinistický terén světa. Horolezci musí překonat sníh, led, tvrdou příkrou skálu i nepřízeň počasí.

## Historie výstupů

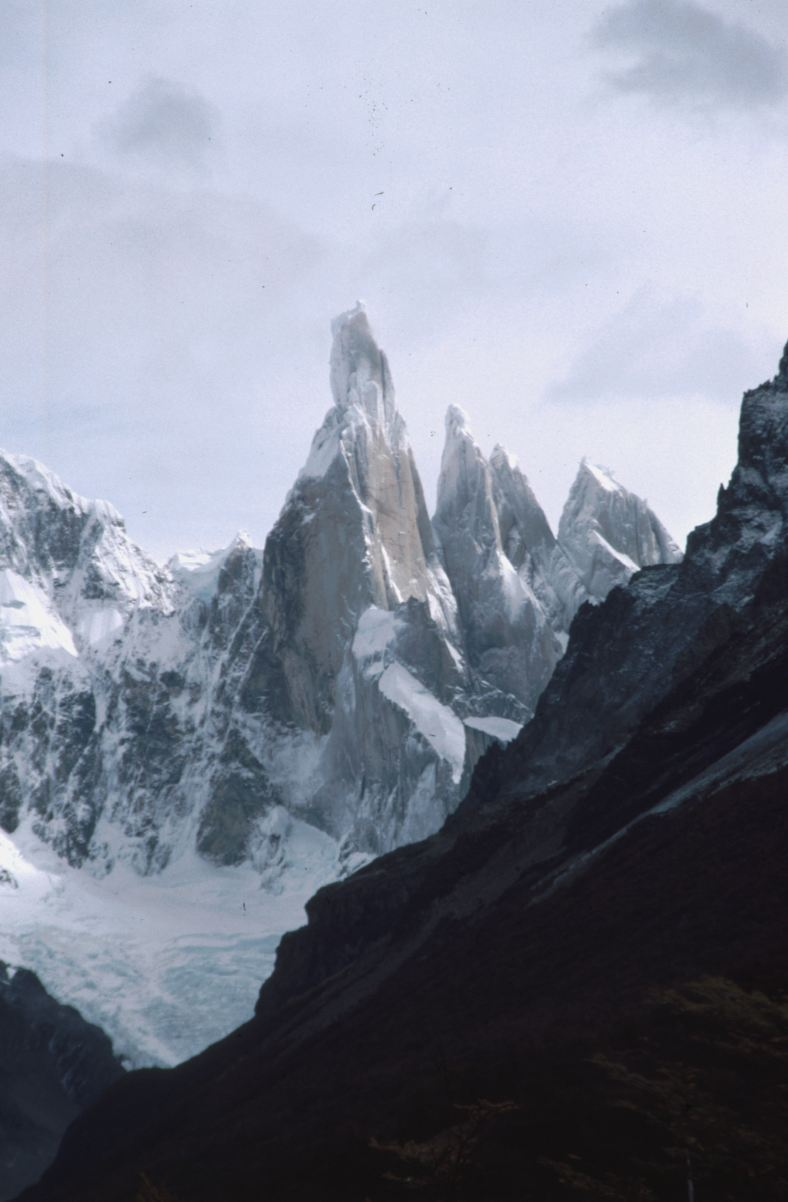
Cerro Torre (1994)

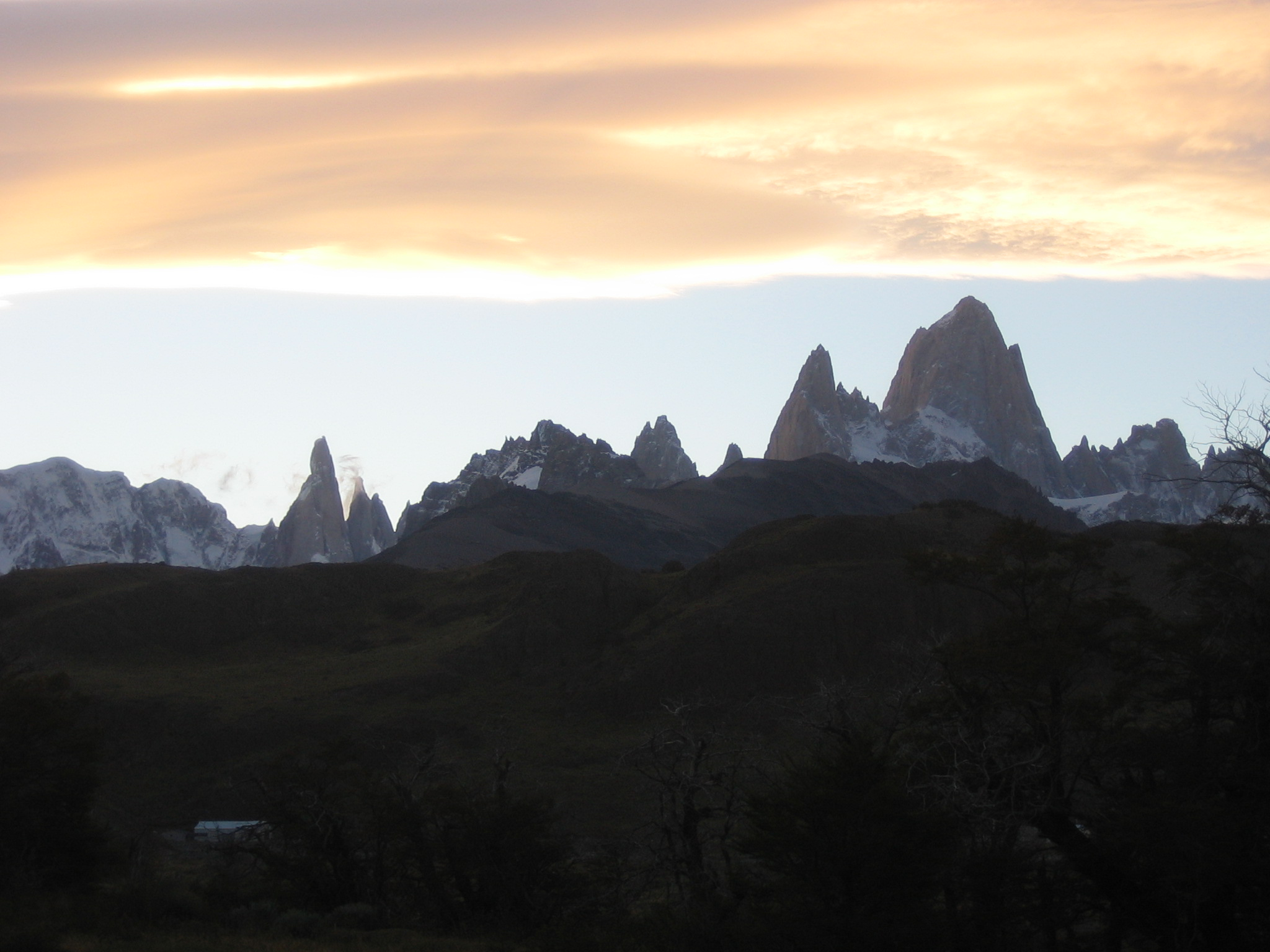
Cerro Torre (vlevo) a Cerro Chaltén (vpravo) (21. března 2005)

Roku 1952 oblast navštívila francouzská expedice, která vystoupila na 5 km vzdálený Fitz Roy. Slavný Lionel Terray (v roce 1947 druhý výstup severní stěnou Eigeru, roku 1950 pomáhal na Annapurně zachraňovat prvovýstupce Herzoga s Lachenalem) po úspěšném prvovýstupu s Guido Magnonem považuje Fitz Roy za jednu z dosud nejtěžších slezených hor a o Cerro Torre prohlašuje, že musí být mnohem náročnější. Vzniká tak mýtus nedosažitelnosti.
Během patagonského léta 1957/1958 se k Cerro Torre vydávají současně dvě italské expedice podporované argentinskými krajany. První expedici, jejímž členem je i Cesare Maestri (tehdy snad nejlepší lezec v Dolomitech), vede Bruno Detassis. Druhé expedice se účastní Walter Bonatti a Carlo Mauri (společně v únoru 1953 přelezli severní stěnu Cima Ovest a severní stěnu Cima Grande). (V Maestrim i Bonattim panuje určitá hořkost kvůli italské expedici na K2 roku 1954. Maestri byl tehdy z expedice vyřazen, údajně kvůli žaludečním problémům. Bonattimu byla na expedici odepřena možnost útoku na vrchol i přes jeho nespornou výkonnostní převahu; navíc byl později neprávem obviňován z neposkytnutí podpory vrcholové dvojici. V srpnu 1955 Bonatti sólo přeleze jihozápadní pilíř Petit Dru.) Maestri s Bonattim se nedohodnou a tak se Bonatti s Maurim přesunují pod západní stěnu, zatímco Maestri s ostatními se chystají z východu. Bohužel pro Maestriho vedoucí expedice Bruno Detassis prohlašuje výstup na Cerro Torre za příliš riskantní a nemožný a zakazuje výstup na Torre. Naopak Bonatti a Mauri vystupují ze západní strany zhruba do poloviny, kde kvůli vysokému riziku a obtížím z hory ustupují, přičemž na cestě zanechávají část výstroje, neboť předpokládají, že tudy vede cesta k vrcholu a že se jednou vrátí. Obě družstva se potkávají 7. února pod vrcholem Cerro Doblado, Masetri je zklamán, že jej Bonatti předběhl na Cerro Adela (2960 m).
Další rok se na Cerro Torre chystají Francouzi v čele s Jeanem Couzym, který se ale na podzim 1958 zabije. Bonatti také odřekl svoji expedici. Velkou hnací silou Cesara Maestriho je argentinský Ital Cesarino Fava, který přemlouvá Maestriho k další expedici. Maestri potkává Tonniho Eggera (také jeden z nejlepších v Dolomitech, např. obě severní stěny Cima Ovest a Cima Grande za jeden den; na rozdíl od Maestriho je velmi dobrý i v ledu) a vydávají se pod Torre. Maestri nešetří slovy „vrchol nebo smrt“. Finální útok zahajují Maestri a Egger 28. ledna 1959, Fava je první den doprovází, poté slaňuje dolů a čeká na ně v ledové jeskyni. 3. února nalézá Fava na úpatí hory polomrtvého Maestriho, od kterého se dozvídá, že 31. ledna vystoupili na vrchol a 2. února byl Toni Egger stržen lavinou, stejně tak i Maestriho batoh, neexistuje tak ani vrcholové foto. Ve výpovědích Maestriho a Favy se později nalezne mnoho nesrovnalostí, navíc se v jimi popsané cestě později nedaří najít žádné stopy, kromě prvních 300 metrů, dokonce popis cesty místy neodpovídá stavu hory.
V roce 1968 zkouší Angličané vystoupit po jihovýchodním hřebenu.
Roku 1970 se k Cerro Torre vrací Carlo Mauri a „Pavouci z Lecca“, aby zkusili západní úbočí. Expedice se dostane 250 metrů pod vrchol a Mauri veřejně zpochybňuje Maestriho výstup z roku 1959.
Roku 1970 se Maestri o výstup pokusil znovu, tentokrát jihovýchodním hřebenem. Expedici kromě jiných sponzoruje firma Atlas Copco, která Maestrimu poskytuje vrtačku s kompresorem. 18. června 1970 tak Maestri se svými společníky začínají vrtat do skály sérii nýtů. Ustupují 450 metrů pod vrcholem, na jižní polokouli je tou dobou zima. V listopadu 1970 se Maestri vrací, v kompresoru je vyměněn motor a vrtání pokračuje. 2. prosince 1970 se dostal až těsně pod převislou asi 20 metrů vysokou vrcholovou čepici tvořenou zmrzlým sněhem, kterou nezlezl, protože ji "nepovažoval za součást hory". Alpinisté tento styl výstupu příliš neuznávají a cestě se říká Compressor Route respektive Via Compressore.
V listopadu 1973 k Cerro Torre opět přichází „Pavouci z Lecca“, vede je Casimiro Ferrari, který se účastnil již expedice Carla Mauri v roce 1970. 13. ledna 1974 se jim cestou původně započatou Bonattim a Maurim daří vystoupit na vrchol. Jedná se o první nezpochybnitelný výstup. V téže době byly na ledovci nalezeny ostatky Toniho Eggera.
V roce 1976 lezou Jim Donini, John Bragg a Jay Wilson na Cerro Egger, přičemž první část cesty má být společná s Maestriho výstupem na Cerro Torre z roku 1959. Zpochybňují, že tudy Maestri, Egger a Fava stoupali.
Jim Bridwell a Steve Brewer opakují v roce 1978 tzv. Compressor Route z roku 1970.
Velmi hodnotným výkonem je přechod celé skupiny skal (Aguja Standhardt, Punta Herron, Torre Egger a Cerro Torre), který ve dnech 21. až 24. ledna 2008 dokázali Colin Halley a Roland Baribotti.

## Film
V roce 1991 byl uveden film Cerro Torre: Schrei aus Stein (anglicky Scream of Stone, česky Výkřik z kamene). Režíroval jej Werner Herzog, v hlavních rolích hráli Vittorio Mezzogiorno, Stefan Glowacz, Donald Sutherland, Mathilda May a Brad Dourif. Dalším známým horolezcem, který se ve filmu objevil (kromě Stefana Glowacze) byl i Hans Kammerlander. Původní námět dodal Reinhold Messner, nicméně scénář byl postupně upravován, že se k filmu příliš nehlásí ani Messner ani Herzog. Reinhold Messner dokonce po uvedení filmu v jedné ze svých knih stručně uvedl i svůj původní námět. Později také napsal knihu Torre, Schrei aus Stein (v češtině vydaná pod názvem Cerro Torre: Tragédie na skalní jehle), ve které rozebírá okolnosti výstupů na Cerro Torre.